# Eric Trist
Eric Trist, född 1909, död 1993, var en brittisk psykolog. Han var en av de ledande företrädarna för Tavistock Institute of Human Relations. Han var intresserad av systemteori.